# Nebty-tepites
| G16 | tp | it | a |

| G16 | tp | it | a |

Nebty-tepites byla egyptská princezna. Je zmíněna v hrobce své matky, Meresanch II.

## Život
Nebty-tepites byla dcerou prince Horbaefa a jeho nevlastní sestry Meresanch II. Měla sestru Nefertkau III. a bratra Džatyho. Po Horbaefově smrti si Meresanch II. vzala faraona, buďto Radžedefa, nebo Rachefa.